# Adolf Prümers
Adolf Prümers (* 1. September 1877 in Burgsteinfurt; † 25. September 1955 in Herne) war ein deutscher Komponist, Organist und Chorleiter.

## Leben und Werk
Adolf Prümers studierte von 1897 bis 1899 an der Großherzoglichen Orchesterschule in Weimar (Orgel, Klavier, Violine), in Köln und Berlin. Seine Lehrer waren unter anderem Heinrich Urban, Arno Kleffel und Karl Rorich (1869–1941). Er wirkte dann als Theaterkapellmeister und Männerchordirigent unter anderem in Münster und Saarbrücken. Von 1920 bis 1946 wirkte er als Organist und Chorleiter in Herne-Sodingen.
Adolf Prümers schrieb drei Symphonien für Männerchor a cappella, zwei Oratorien, Kantaten, die Chorpartita Schönster Herr Jesu (1954), die Ernst-Bertram-Fuge (1948), Kammermusik und Orchesterwerke. Er verfasste zudem Biografien von Friedrich Silcher (Stuttgart 1910) und Georg Motz.
Adolf Prümers trat zum 1. Mai 1933 der NSDAP bei (Mitgliedsnummer 3.194.623). „Als PG [=Parteigenosse] trat er schnell im RKddM (Reichskartell der deutschen Musikerschaft) als Funktionär auf. Er wurde Gruppenführer der Fachschaft der Musikerzieher, Kapellmeister, Chorleiter, Konzertierendem Künstler (Innen), Sänger (Innen), Musikkritiker, Musikalienhändler und Instrumentenbauer.“ Prümers erhielt am 1. März 1938 eine Verwarnung vom obersten Parteigericht.

## Veröffentlichungen (Auswahl)
- Berühmte Thomaskantoren und ihre Schüler (= Musikalisches Magazin. Band 20). Hermann Beyer & Söhne (Beyer & Mann), Langensalza 1908, urn:nbn:de:bsz:14-db-id191711950X2.